# Lac Stoke
Lac Stoke är en sjö i Kanada.   Den ligger i regionen Estrie och provinsen Québec, i den sydöstra delen av landet, 300 km öster om huvudstaden Ottawa. Lac Stoke ligger 210 meter över havet. Arean är 0,38 kvadratkilometer. Den sträcker sig 1,0 kilometer i nord-sydlig riktning, och 0,5 kilometer i öst-västlig riktning.
I omgivningarna runt Lac Stoke växer i huvudsak blandskog. Runt Lac Stoke är det ganska glesbefolkat, med 27 invånare per kvadratkilometer.